# Восстание Косинского

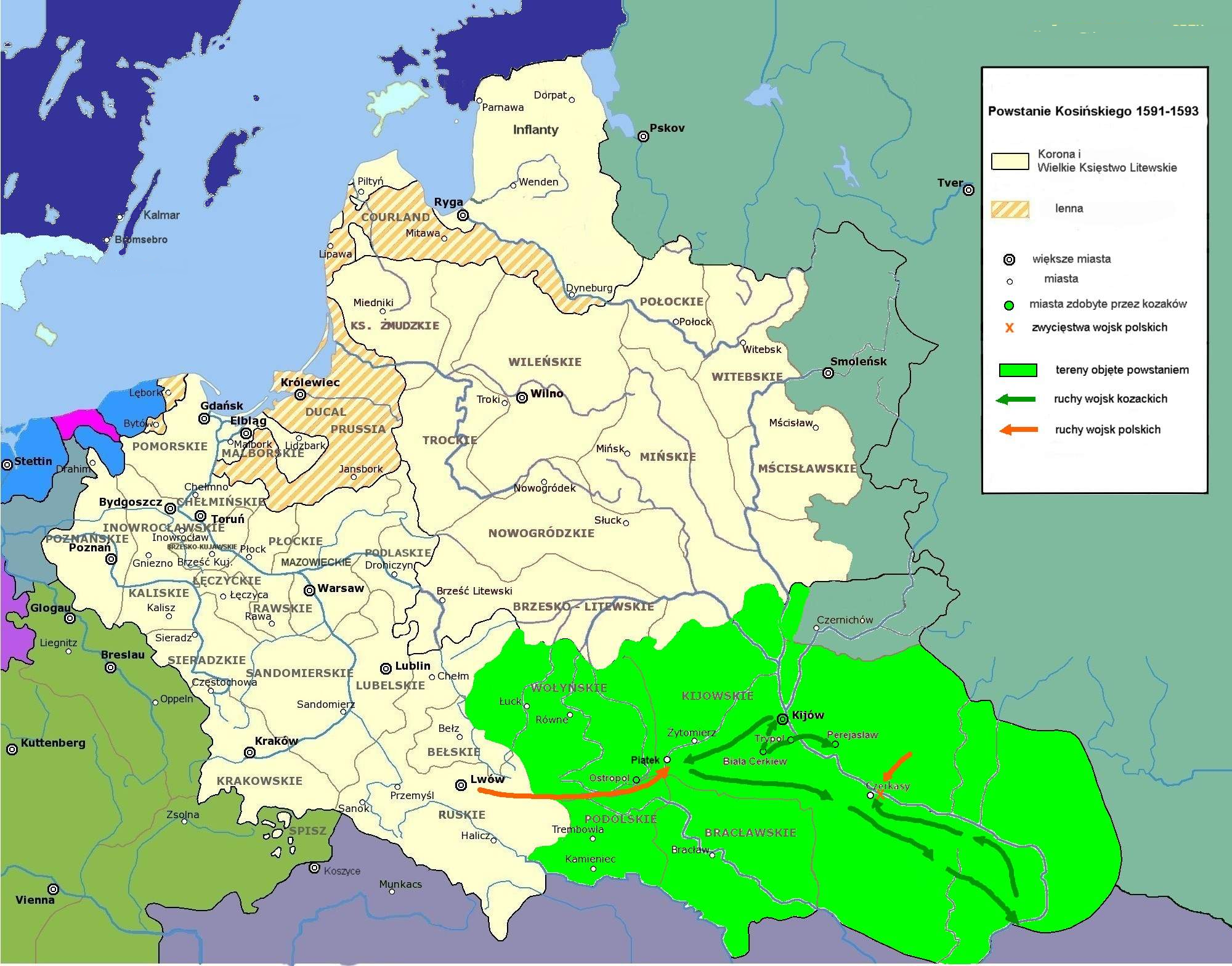
Территории, охваченные восстанием Косинского

Восста́ние Коси́нского 1591—1593 годо́в — крупное восстание против польского господства в Юго-Западной Руси, возглавленное гетманом реестровых казаков Криштофом Косинским. Основной движущей силой восстания были запорожские казаки, мелкая западнорусская (украинская) шляхта и крестьяне.

## Причины
Причиной восстания стало недовольство большей части казачества отказом польских властей увеличить количество реестровых казаков, а также отказ приравнять привилегии казаков к шляхетскому сословию. В целом, первопричиной социального напряжения была политическая и социальная монополия шляхты и магнатов, усилившаяся после Люблинской унии 1569 года.

## Ход событий
Восстание началось в декабре 1591 года, когда отряд реестровых казаков во главе с Криштофом Косинским напали на Белую Церковь — резиденцию белоцерковского старосты князя Януша Острожского. Нападение реестровцев стало началом крупного крестьянско-казацкого восстания, которое скоро охватило Киевское, Волынское, Брацлавское и Подольское воеводства и составила реальную угрозу польской власти в Юго-Западной Руси.
Взяв под контроль значительную территорию, казаки обратились в Москву с предложением своей службы. Сохранилось письмо Бориса Годунова к Косинскому, где даётся положительный ответ и обещается жалование за антитатарскую борьбу.
В 1592 году повстанцы совершили множество нападений на имения шляхты, крупные и более мелкие города. Овладев Трипольем и Переяславом, они захватили в киевском замке пушки, порох и иное военное снаряжение. Центральное правительство католической Польши не особо желало помогать лидеру православных магнатов Острожскому, поэтому действовало достаточно пассивно. Только в марте 1592 года в Фастов прибыла комиссия по расследования конфликта, в которую вошли старосты порубежных городов А. Вишневецкий, Ю. Струсь, С. Гульский и официальный патрон казачества М. Язловецкий. Комиссары объявили казаков вне закона и добились их обещания сместить Косинского с гетманства. Однако после ухода комиссии восстание продолжилось. Сентябрьский сейм 1592 года отказал Острожскому в помощи коронным войском, отказался наложить на казаков «баницию» и объявить шляхтича Косинского «вне закона». Только 16 января 1593 года было дано разрешение на сбор «посполитого рушения» (шляхетского ополчения). В конце 1592 и начале 1593 года значительный повстанческий отряд из нескольких тысяч человек во главе с Косинским отправился на Волынь. К нему присоединялись другие повстанческие отряды, стекались крестьяне, городские бедняки и недовольные своим положением мелкие служилые дворяне. Восстание в целом имело стихийный характер. Многие повстанческие отряды действовали независимо от главного войска.
Польским королём и городскими магнатами против повстанцев были мобилизованы значительные военные силы под командованием киевского воеводы Константина Острожского. Эти войска расположились близ Староконстантинова. В первых боях со шляхетским войском повстанцы во главе с Косинским были успешными, но 23 января 1593 года под селом Пятки потерпели поражение. Косинский был вынужден от имени казачества подписать с Острожским соглашение, по которому казаки подчинялись королю, но получали право на свободный отход. Однако, отступив с казацкими отрядами на Запорожскую Сечь, Косинский начал готовиться к новому походу и обратился к правительству Русского государства с просьбой о принятии в подданство.
В мае 1593 года двухтысячный отряд казаков двинулся из Запорожья под Черкассы. Здесь Косинский нашёл свою смерть, по одной версии — на поле боя, по другой — при вероломном аресте и казни во время проведения переговоров. Казаки не прекратили военные действия и в августе добились подписания Вишневецким нового соглашения, согласно которому князь обязался вернуть захваченное имущество и родственники погибших казаков-шляхтичей Косинского, Шалевского и Снятовского получали право судиться с Вишневецким. Однако когда запорожские послы явились в Киев для подачи официальной жалобы, воевода К. Острожский арестовал их и подверг пыткам. Смерть одного из послов привела к новой вспышке восстания и осаде казаками Киева. После долгих переговоров казаки были вынуждены отступить, получив известие о нападении крымских татар (тайно науськанных поляками) на Сечь.

## Последствия
Военные поражения Косинского не сломали среди населения Юго-Западной Руси духа к сопротивлению. Несмотря на его гибель, казаческое движение продолжилось и год спустя вспыхнуло восстание Северина Наливайко, а за ним ряд новых восстаний, которые в конечном итоге привели к Переяславскому договору и свержению польской власти на Левобережной Украине.